# Vaccinium hiepii
Vaccinium hiepii är en ljungväxtart som beskrevs av S.P. Vander Kloet. Vaccinium hiepii ingår i Blåbärssläktet, och familjen ljungväxter. Inga underarter finns listade i Catalogue of Life.